# Elysium (cuadrángulo)

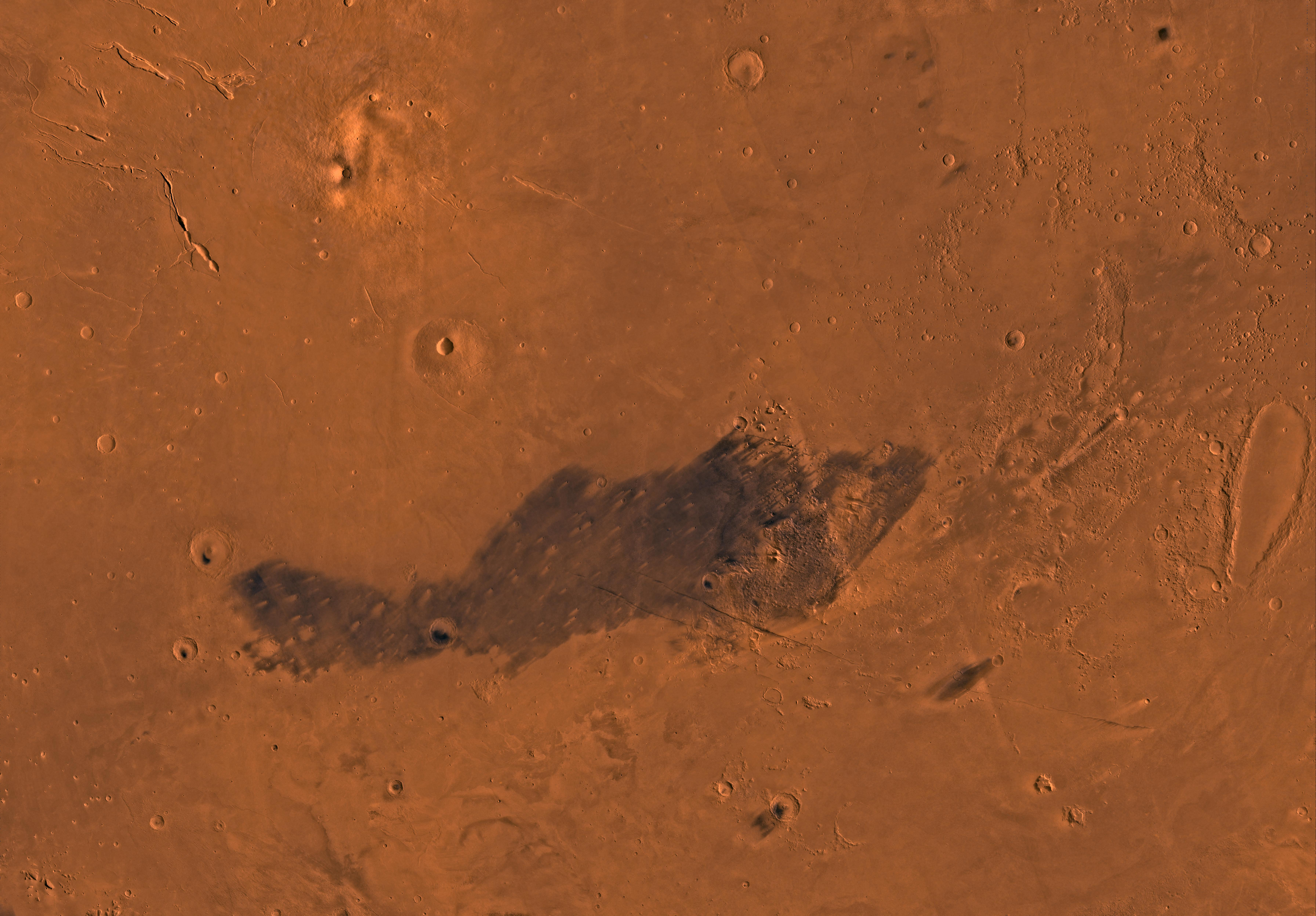
Imagen del Elysium Quadrangle (MC-15). El norte incluye llanuras de tierras bajas relativamente suaves. Elysium Mons y Albor Tholus están en el noroeste y Orcus Patera está en el este.

El cuadrángulo de Elysium es uno de los 30 mapas cuadrangulares de Marte utilizados por el Programa de Investigación de Astrogeología del Servicio Geológico de los Estados Unidos (USGS). El cuadrángulo de Elysium también se conoce como MC-15 (Carta de Marte-15). El nombre Elysium hace referencia a los Campos Elíseos, el paraíso de la mitología griega.

## Características
El cuadrilátero Elysium cubre el área de 180° a 225° de longitud oeste y de 0° a 30° de latitud norte en Marte. Elysium Planitia está en el cuadrilátero Elysium. El cuadrilátero Elysium incluye una parte de Lucus Planum. Una pequeña parte de la Formación Medusae Fossae se encuentra en este cuadrilátero. Los cráteres más grandes de este cuadrángulo son Eddie, Lockyer y Tombaugh.
Elysium contiene volcanes dos importantes llamados Elysium Mons y Albor Tholus y valles fluviales, uno de los cuales, Athabasca Valles, es posiblemente uno de los más jóvenes de Marte. En el lado este hay una depresión alargada llamada Orcus Patera. Es posible que en el sur existiera un gran lago cerca de Lethe Vallis y Athabasca Valles.